# رادرفوردیم-۲۶۳
رادرفوردیم-۲۶۳ یکی از ایزوتوپ‌های رادرفوردیم است که نیمه‌عمری معادل ۱۱ دقیقه دارد و با شکافت خود به خودی و واپاشی آلفا تجزیه می‌شود.